# Frans Lammers
Franciscus Alphonsus Maria Cornelis (Frans) Lammers (Hilversum, 13 augustus 1911 – Haarlem, 8 oktober 1966) was een Nederlandse illustrator, graficus, tekenaar en boekbandontwerper. Zijn werkzame periode was tussen 1926 en 1966. Hij was in Haarlem lid van het genootschap van beeldende kunstenaars Kunst zij ons doel. Lammers werkte in Haarlem voor Uitgeverij en Drukkerij De Spaarnestad.

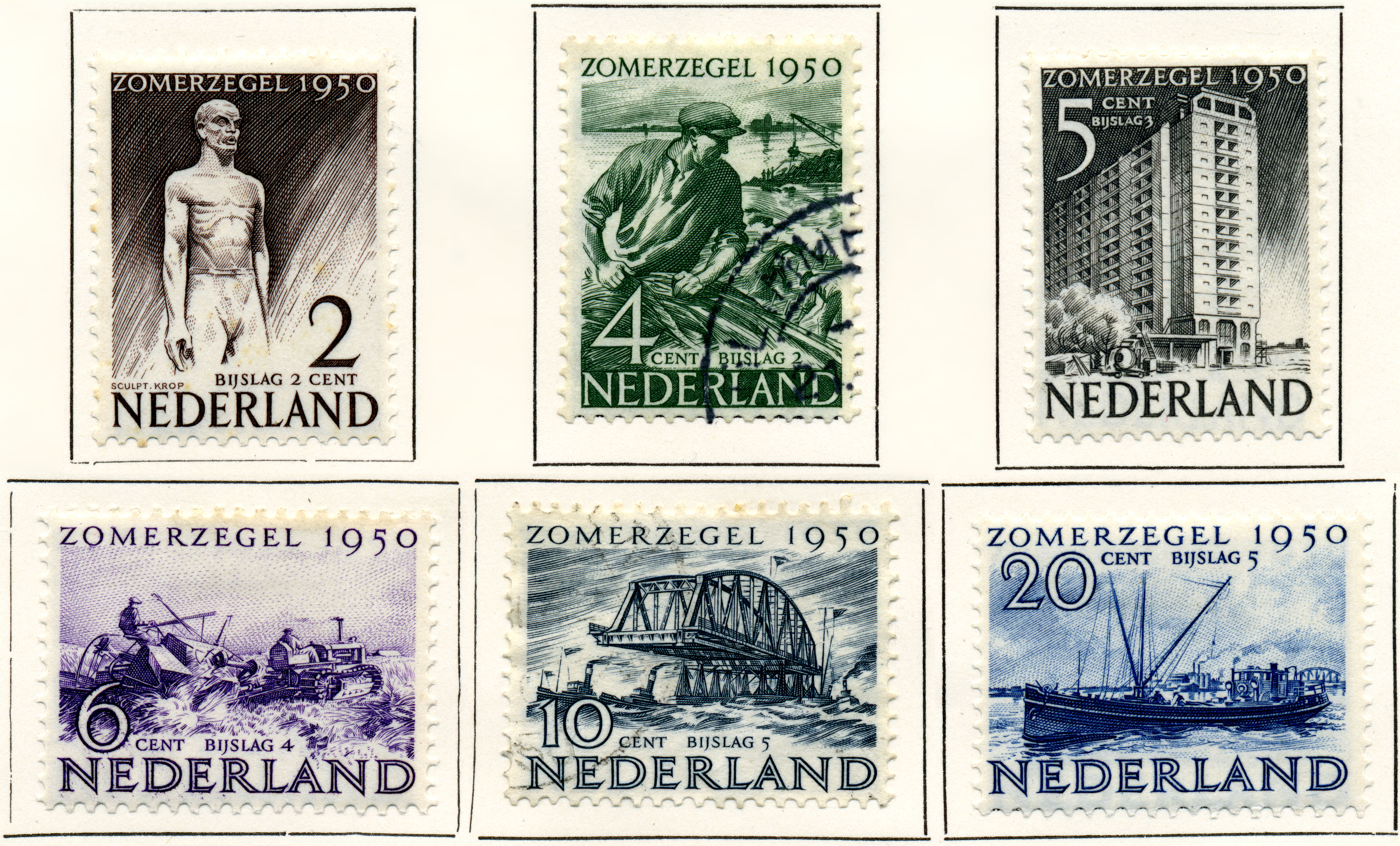
zomerpostzegels 1950 ontworpen door Frans Lammers

Hij verzorgde omslagillustraties en ontwierp de boekbanden voor onder andere de jeugdboekenseries Pim Pandoer, Steven Berger en Mark Vendelier bij uitgeverij Malmberg in Den Bosch. Verder verzorgde hij de tekeningen in 1936 en 1937 van Hein Snuffel, Grepen uit het Leven van een Held in Het Nationale Dagblad en De Humorist. Ook de tekeningen voor De Narrenkap (Sjaak Bus) en Okki kwamen van zijn hand. Hij was 30 jaar een vaste medewerker van de Katholieke Illustratie.
Onder filatelisten is hij bekend als de ontwerper van de zomerpostzegels 1950, zes plaatjes met zeer dynamische weergaven van de wederopbouw, fraai in gravure gebracht door W.Z. van Dijk. Hij ontwierp voorts de 2, 7 en 25 cent van de zomerpostzegels 1955.
- Biografisch Portaal: 71911863
- Digitale Bibliotheek voor de Nederlandse Letteren: lamm027
- International Standard Name Identifier: 0000 0003 9680 4427
- Nederlandse Thesaurus van Auteursnamen: 07033577X
- RKD-Nederlands Instituut voor Kunstgeschiedenis: 47665
- Union List of Artist Names: 500718561
- Virtual International Authority File: 291795352
- WorldCat: E39PBJpTYBhXJxhC8gkG7p9qwC